# Institut Curie
L'Institut Curie és una fundació reconeguda d'utilitat pública creada al 1920 per Marie Skłodowska Curie. Les seves activitats principals són d'una banda la comprensió dels mecanismes de la carcinogènesi, amb un centre d'investigació en química, biofísica, biologia cel·lular i oncologia, i d'altra banda el tractament dels càncers amb un complex hospitalari. L'institut és membre de la universitat Paris Sciences et Lettres. El seu lema és «Plegats, agafem-li avantatge al càncer» (en francès «Ensemble, prenons le cancer de vitesse»).

## Història

### Els orígens i l'institut del Radi
El 1903 Marie Curie guanya el premi Nobel de física juntament amb Pierre Curie i Antoine Heniy Becquerel, pels seus treballs sobre la radioactivitat. El premi va acompanyat de la cessió, el 22 de desembre del mateix any, d'un petit laboratori ubicat a un annex de la Facultat de Ciències de la Sorbona al nº12 de la rue Cuvier juntament amb la concessió de 34.000 francs per part del ministeri d'instrucció pública. Tot i això, no és fins al 1905 que la parella no es mou del cobert de l'École Municipale de Physique et de Chimie Industrielle (futura ESPCI) on Marie i Pierre Curie van descobrir el poloni i el radi el 1898. Després de la mort de Pierre, el 1906, el desig de Marie Curie és crear un gran laboratori per a l'estudi de la radioactivitat. La comtessa Greffulhe, que en fa de patrocinadora, suggereix a Louis Liard, el rector de l'academie de Paris de destinar-li un laboratori. El 1908 Marie Curie li estrega els primers esborranys: 
"Estimada senyora, amb la present us faig arribar el projecte de laboratori que m'heu demanat. […] Es compon de dos edificis que ocupen 500 metres quadrats d'espai, amb un jardí entre ells. […] Crec que la creació d'un laboratori de radioactivitat seria molt útil i en tindria un gran propòsit" ̶ Carta de Marie Curie a la comtessa Greffulhe, 11 de febrer de 1908. 
El desembre de 1909 el consell de la Universitat de Paris (amb Louis Liard al capdavant) i el consell d'administració de l'Institut Pasteur (amb Émile Roux com a director) acorden: 
"...la construcció de finançament en comú en una part a determinar dels terrenys propietat de la universitat entre la rue d'Ulm i la rue St. Jaques, d'un laboratori dedicat a la investigació dels fenòmens de la radioactivitat i l'estudi de l'aplicació d'aquests fenòmens a les malalties".
L'institut Pasteur utilitzaria, per suggerència de la comtessa Greffulhe transmesa pel diputat Denys Cochin, part del llegat del filantrop Daniel Iffla per a la construcció de l'institut. A més a més, Émile Roux sol·licitaria a l'estat 100.000 francs del llegat que Henry Giffard. Henri-Paul Nénot, l'arquitecte de la La Sorbona, rep l'encàrrec el 4 de juliol de 1910 i supervisa el projecte, que estarà compost per edificis clàssics en la forma però amb laboratoris moderns i ben equipats. Louis Liard li encarrega que: 
"Aquest institut ha de ser construït sobre el terreny propietat de la universitat de París a la cantonada de la rue d'Ulm i la rue nouvelle [que més tard seria la rue Pierre Curie i actualment és la rue Pierre et Marie Curie]" 
El 1911, durant la construcció dels edificis, Marie Curie és premiada per segona vegada amb el premi Nobel, aquest cop en química, per haver aïllat el radi i per haver-ne determinat la massa atòmic. L'institut de Radi s'inaugura finalment el 1914.

### Organització i creixement
Un cop acabat, l'institut compren el Pavelló Curie, dirigit per la mateixa Marie Curie i dedicat íntegrament a la recerca física i química, i el Pavelló Pasteur, sota la direcció del doctor Claudius Regaud, dedicat a l'estudi dels efectes biològics i aplicacions medicinals de la radioactivitat. La lluita de Marie Curie i Claudius Regaud per obtenir mitjans addicionals porta a la creació de la fundació Curie al 1920, sota el patrocini doble de l'institut del Radi i l'Institut Pasteur, i amb l'ajuda financera d'Henri de Rothschild (industrial del radi), i és reconeguda d'utilitat pública el 27 de maig de 1921. El mateix any es comença una convocatòria per fer donacions i finançar la compra dels edificis contigus per crear-hi un hospital especialitzat en el tractament del càncer. Gràcies als fons recaptats es creaa un dispensari al num. 26 de la rue d'Ulm el 1922. A la dècada dels 30 es construeixen laboratoris de teràpia i un hospital, al nº 12 de la rue Lhomond. L'hospital s'acaba traslladant a la rue d'Ulm el 1956, abans de la creació de l'hospital Claudius-Regaud al terreny de l'antic dispensari. L'institut del Radi i la fundació Curie s'acaben fusionant el 1970, però no és fins al 1978 que pren el nom d'Institut Curie amb una triple vocació: recerca, ensenyament i cures.

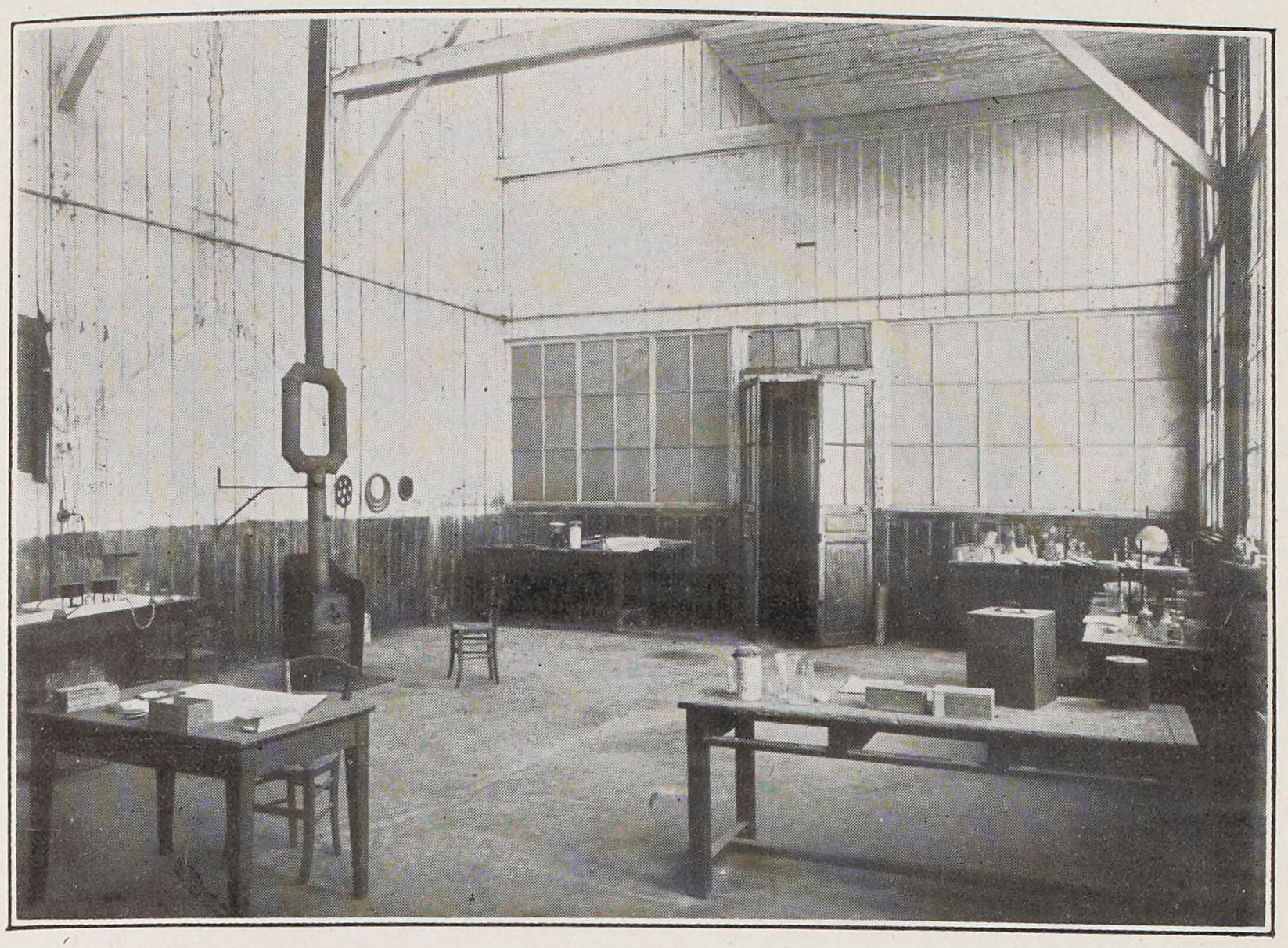
Vistes del cobert on la parella Curie tenia el taller d'extracció de radi
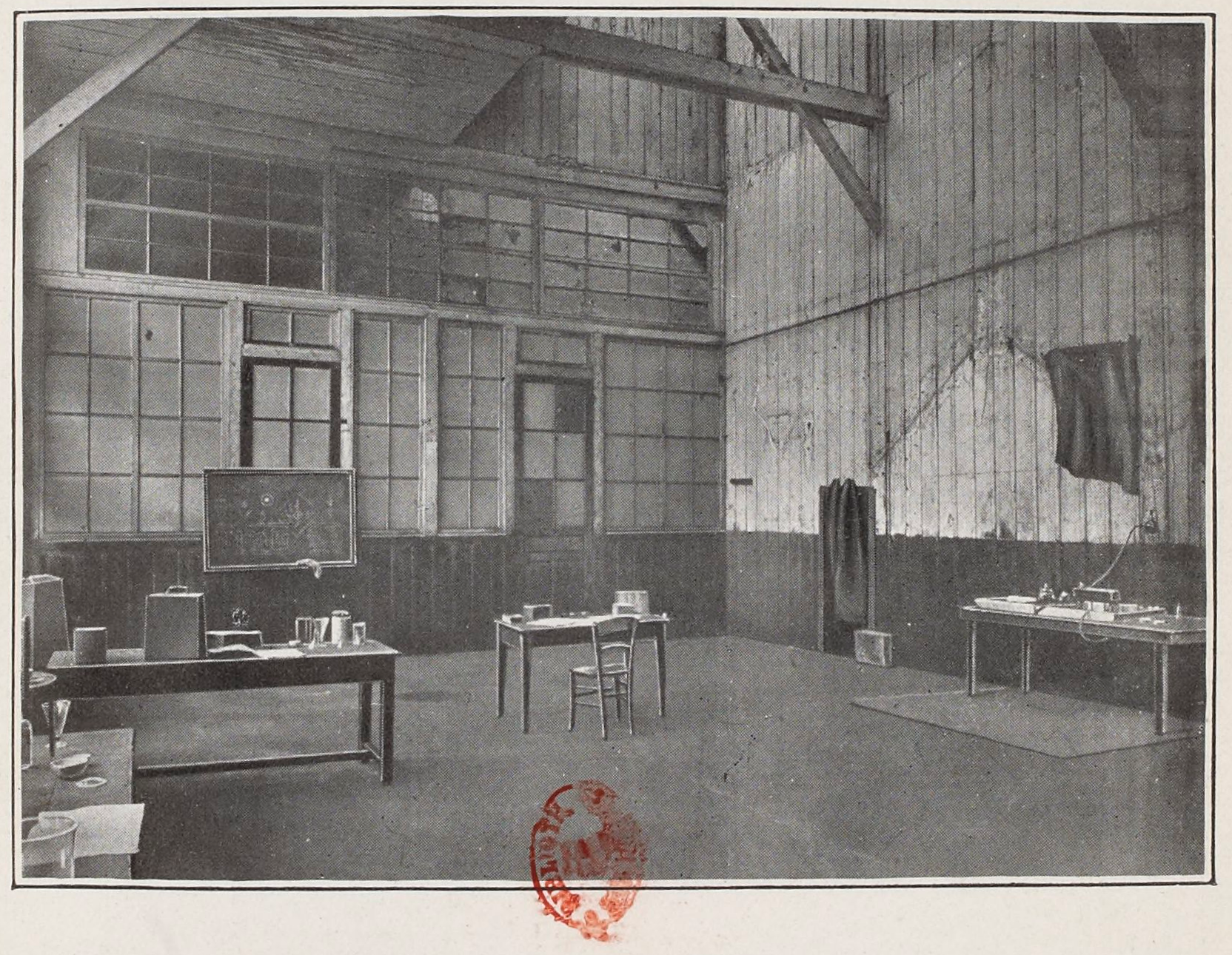
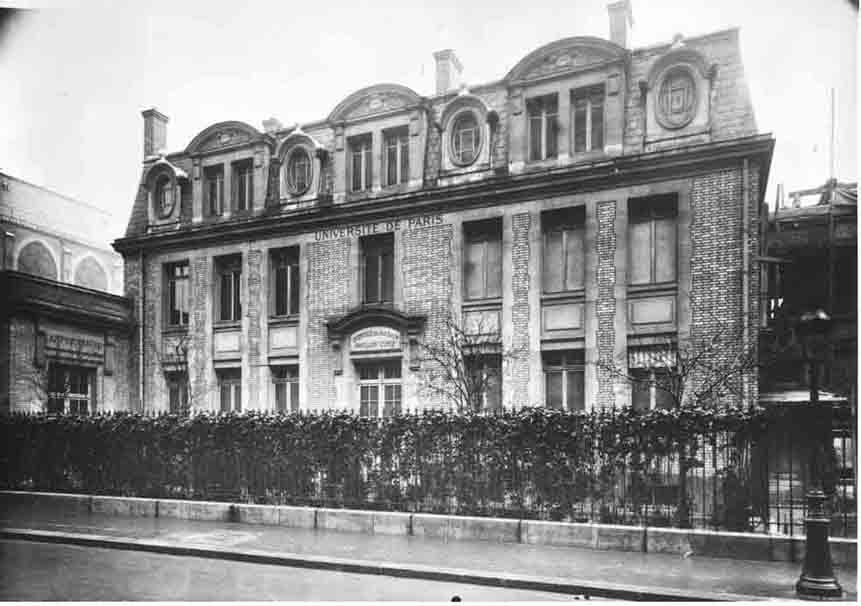
Pavelló Curie
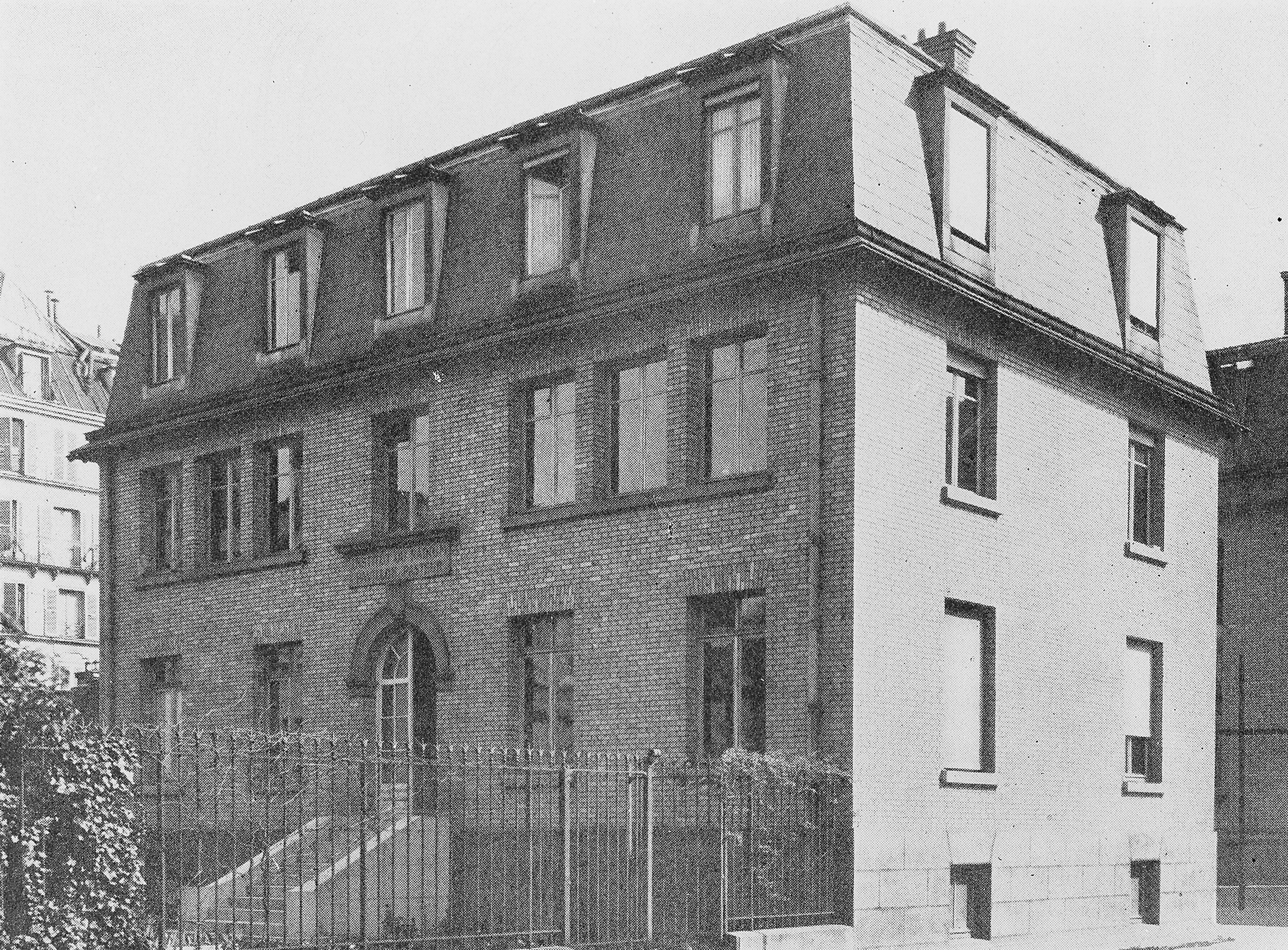
Pavelló Pasteur

## Centre de recerca
El centre de investigació està constituït per 12 unitats mixtes en cooperació amb institucions nacionals (CNRS i INSERM) i universitats (UPMC i Université Paris-Sud), que estan agrupats en 5 dominis:
- Biologia i química de les radiacions, senyalització cel·lular i càncer
- Desenvolupament, càncer, genètica i epigenètica
- Biologia integrativa de tumors, immunologia i l'entorn
- Física-Química-Biologia multiescala i càncer
- Departament de recerca translacional

Algunes de les unitats s'acullen a 3 programes LabEx (DEEP, CelTisPhyBio i DCBIOL). En termes de localització, el centre de recerca està dividit en dos campus. El d'Orsay acull 3 unitats de recerca, el centre de prototeràpia i la plataforma de radioteràpia experimental i radiologia. El campus de París, al 5è arrondisment, acull 9 unitats de recerca juntament amb l'hospital.

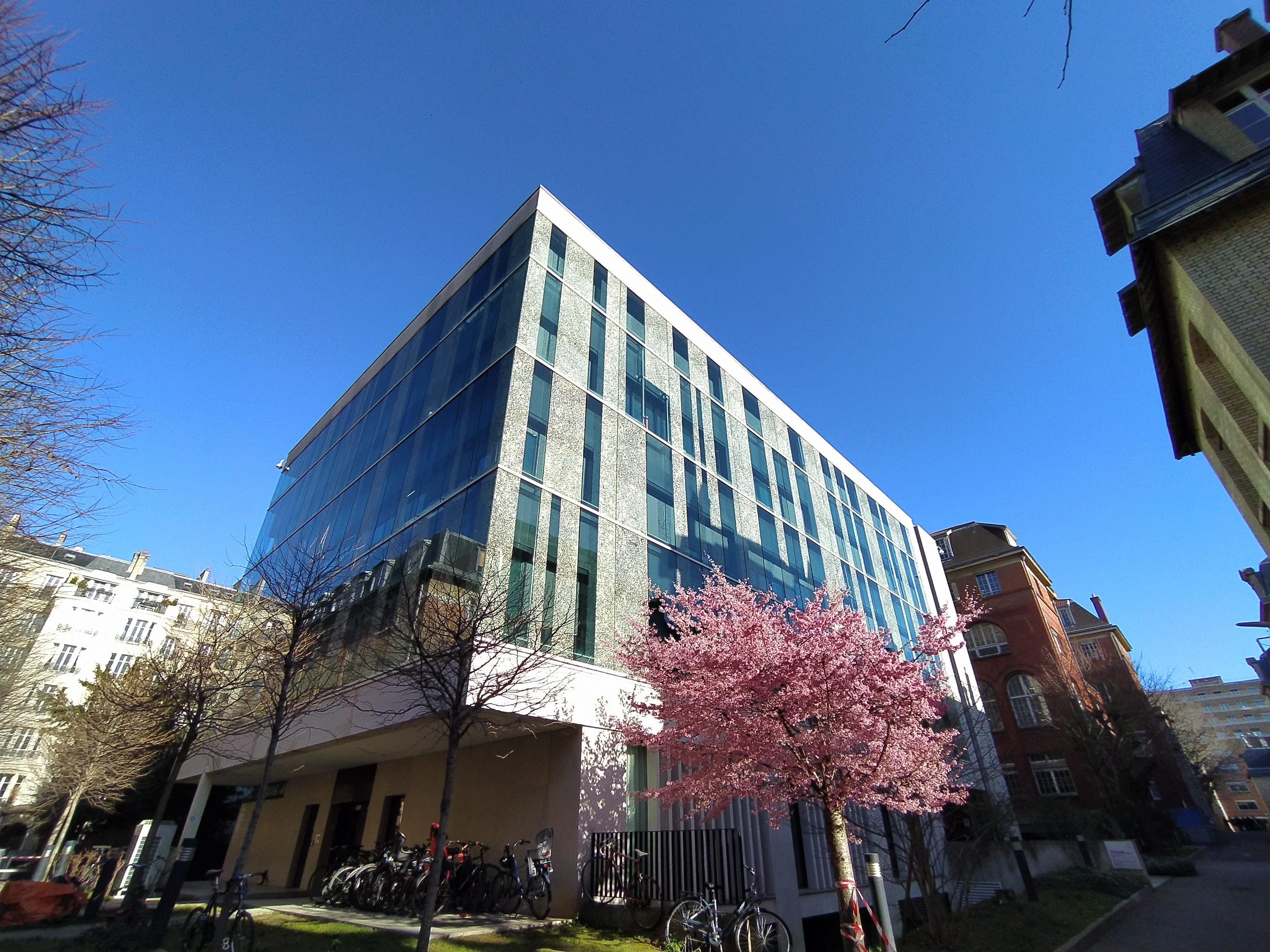
Edifici BDD (Genètica i Biologia del Desenvolupament)
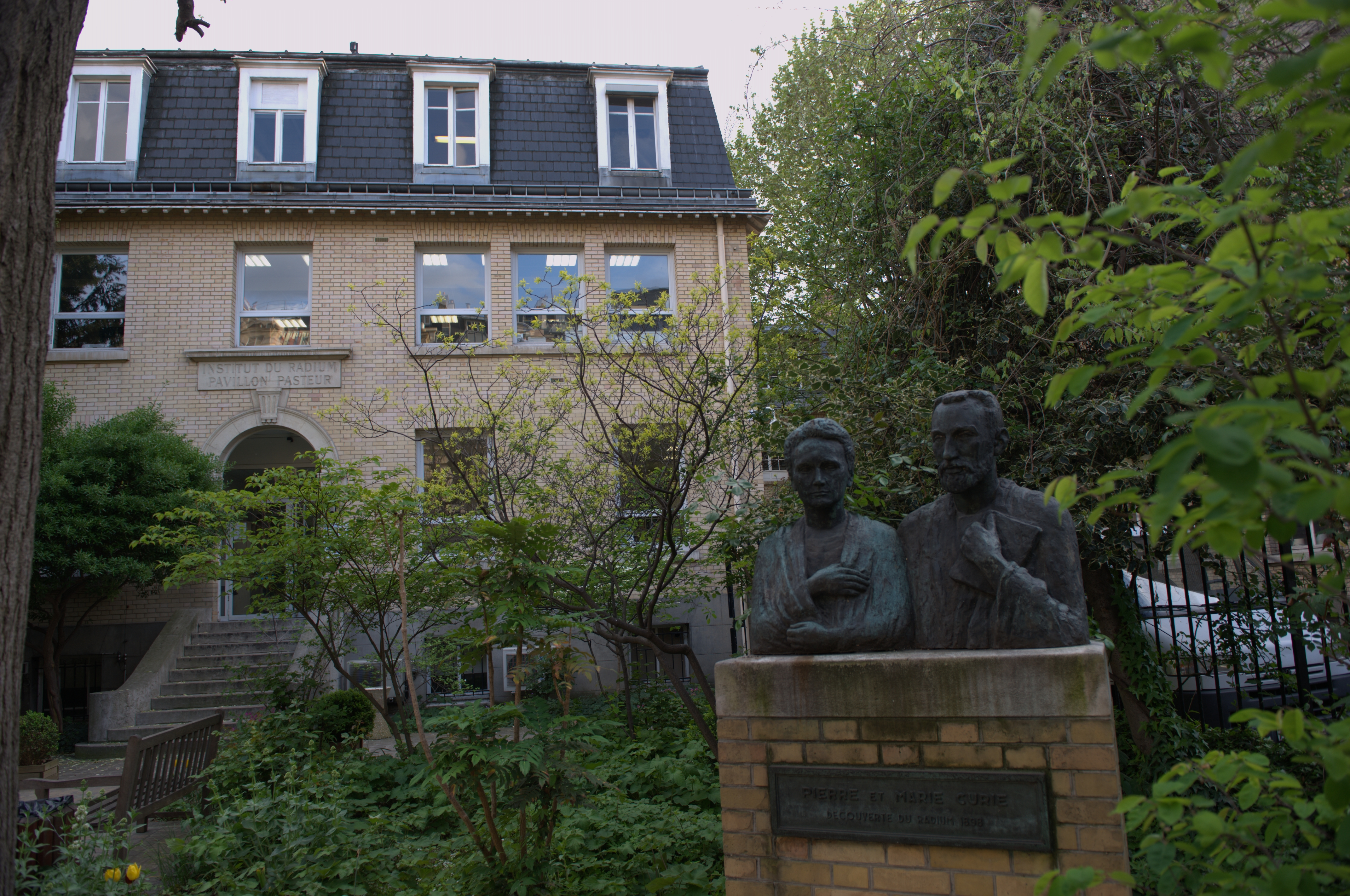
Pavelló Pasteur i Jardí Curie
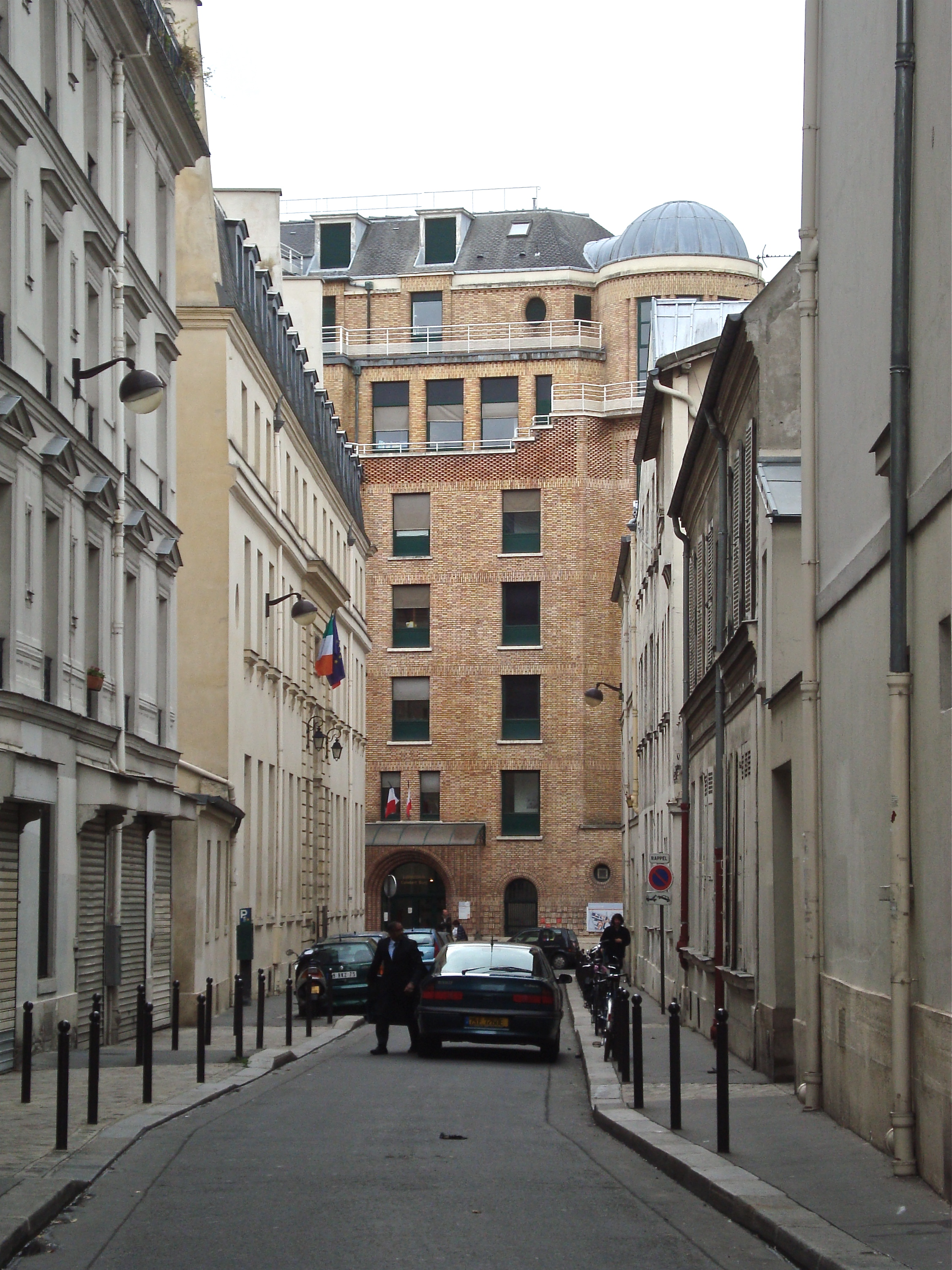
Edifici Burg (12 Rue Lhomond, París)
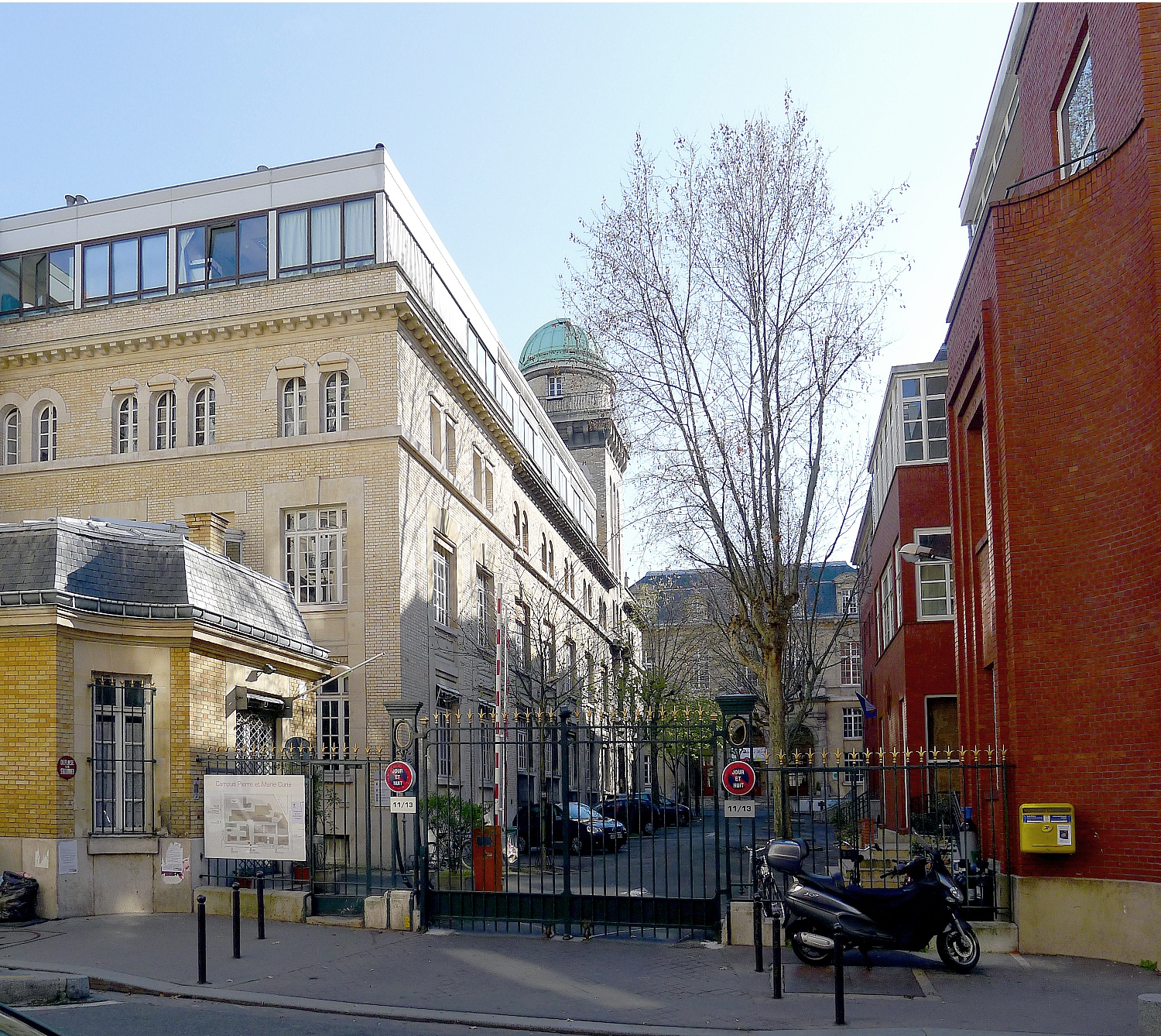
Entrada al campus (11 Rue Pierre et Marie Curie)
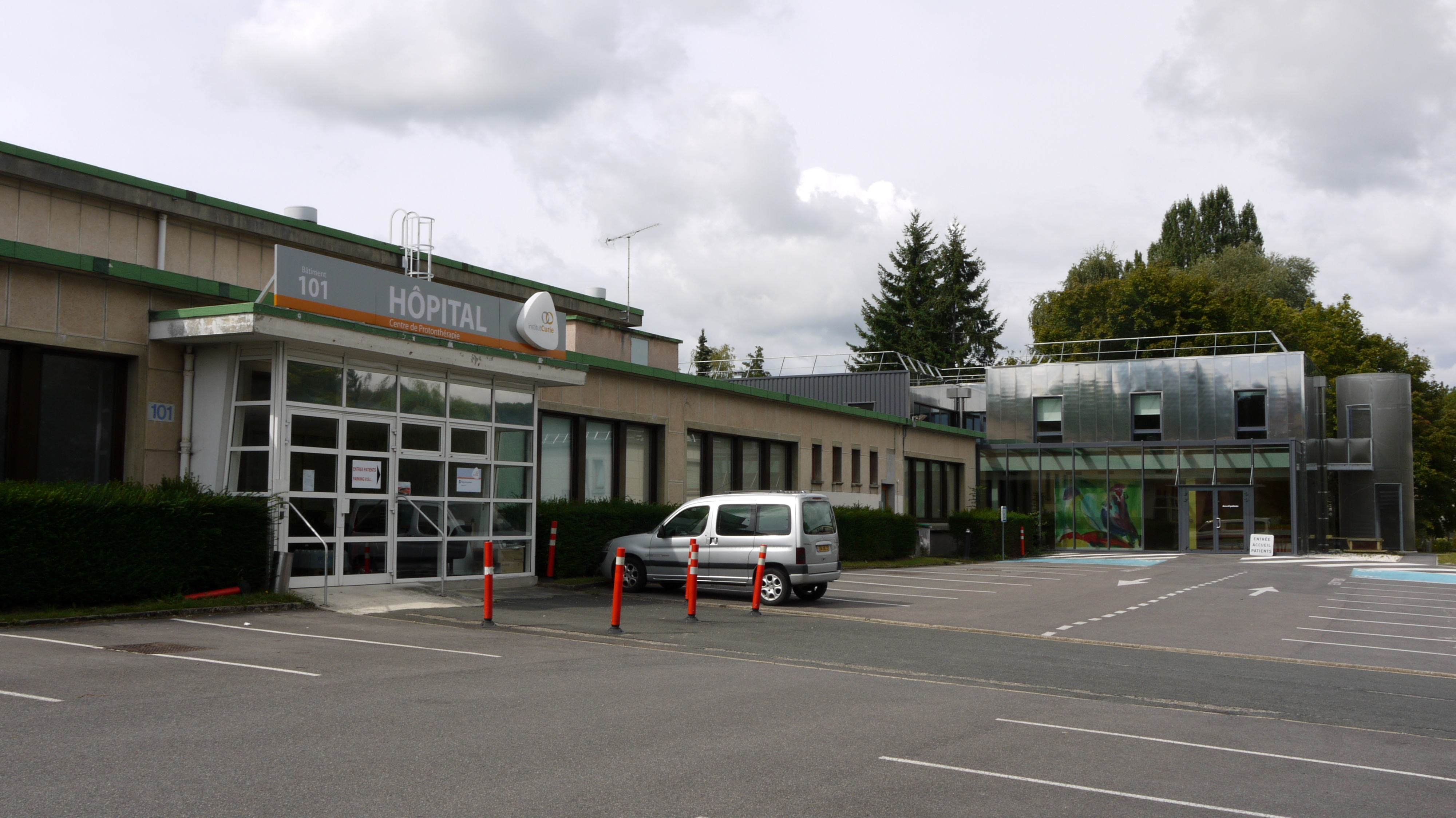
Centre de prototeràpia (Orsay)

També s'hi pot trobar l'Institut Henri Poincaré, l'École nationale supérieure de chimie de Paris, l'Institut de biologie physico-chimique, l'Institut de géographie i l'Institut Oceanogràfic de París.

## Hospital
El complex hospitalari de l'Institut Curie és un centre de lluita contra el càncer. Amb diversos recursos diagnòstics (imatges, biologia...) i terapèutics (cirurgia, radioteràpia, tractaments mèdics i cures), s'especialitza en el tractament de tots els tipus de càncer, inclús els càncers rars. Concretament, el Curie és un centre de referència per al càncer de mama, els tumors pediàtrics i els tumors oculars. Bressol de la radioteràpia, pionera dels tractaments conservadors i del tractament del dolor, segueix innovant en tècniques i tractaments complexes (radioteràpia d'alta precisió, prototeràpia, braquiteràpia, diagnòstic, oncoplàstia, oncogenètica) i també desenvolupa assajos clínics. Els centres hospitalaris es reparteixen a París, Saint-Cloud i Orsay.

## Un narcís contra el càncer

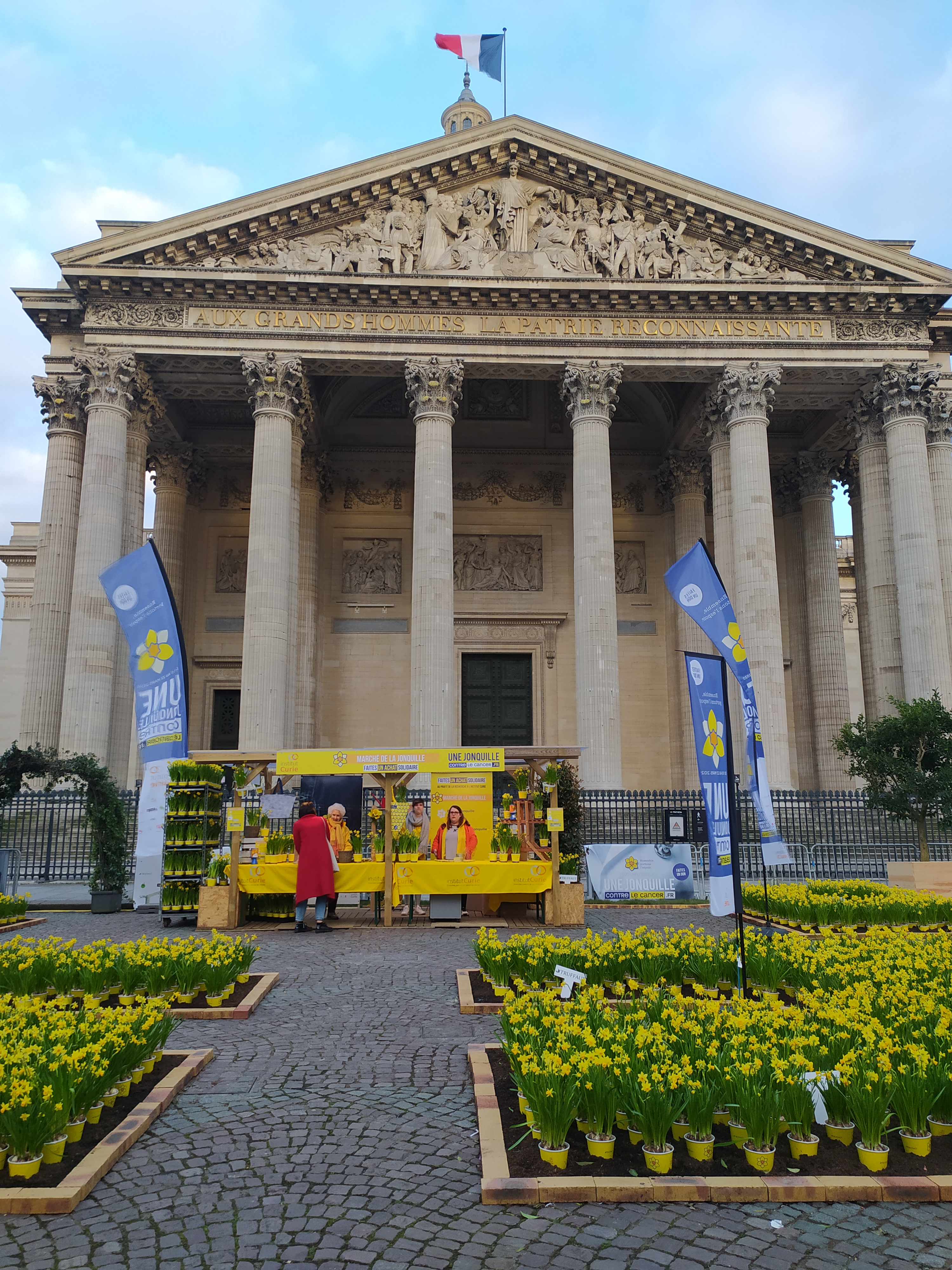
Plaça del Panteó durant la campanya Un narcís contra el càncer, 2020

La campanya «Un narcís contra el càncer» (en francès «Une jonquille contre le càncer») és una campanya de recaptació de fons per a impulsar la investigació contra el càncer. Durant una setmana s'organitzen nombrosos punts de venda de narcisos i material de marxandatge per tot París, així com també una cursa, «La Course de la Jonquille contre le Cancer». Fins al 2019, la campanya portava com a leitmotiv «Un narcís per Curie», i al 2020, a la seva 16ª edició es va decidir enfatitzar que tota la recaudació de la campaña aniria destianda a la recerca, concretament a la medicina de precisió.
En les últimes edicions, la campanya ha permès l'Institut Curie finançar projectes d'investigació que han contribuït al desenvolupament de teràpies innovadores per a una millor atenció als pacients:
- Al 2017, els 510.000 € recaptats van finançar el 1r centre d'immunoteràpia del càncer a França[9]
- Al 2018, els 525.000 € recaptats van donar suport a la creació de SIREDO, el primer centre integrat, des de la investigació fonamental a l'atenció, dedicat als càncers d'infància i adolescència.
- Al 2019, els 630.000 € recaptats van ésser destinats a la investigació fonamental per accelerar el coneixement del desenvolupament del càncer.

## L'institut Curie en xifres
A 31 de desembre de 2018 l'institut compta amb:
- 3.586 col·laboradors
- 206.000 contribuents
- 57.257 pacients
- 764 estudiants de màster, medicina, infermeria i 273 doctorands (128 dels quals estrangers)
- 295 investigadors post-doctorals (192 dels quals estrangers)
- 437 publicacions a 129 revistes diferents amb factor d'impacte superior a 10
- 24 beques ERC (40 des de la seva creació) afegint el 2018 1 ERC StG i 1 ERC PoC
- 75 nacionalitats
- 245 seminaris
- 20.000 visitants al Museu Curie

## Premis Nobel
Cinc premis Nobel estan entre els investigadors de l'Institut:
- Marie Curie, Física (1903) i Química (1911)
- Pierre Curie, Física (1903)
- Irène i Frédéric Joliot-Curie, Química (1935)
- Pierre-Gilles de Gennes, Física, (1991)